# Pickleball
El pickleball es un deporte de palas (o deporte de raqueta) que combina elementos del tenis, pádel, bádminton y tenis de mesa, en el que dos o cuatro jugadores golpean una bola por encima de una red, buscando anotar puntos y ganar sets. Para ello se utilizan palas macizas de madera o materiales ligeros como el composite, y una bola de plástico sólido, hueca y con agujeros. Este deporte comparte muchas características y reglas con otros deportes de raqueta: las dimensiones y la disposición de una pista de bádminton, una red, y normas de juego y puntuación muy similares a las del tenis, con diferentes modificaciones.
El pickleball se inventó a mediados de la década de 1960 en Estados Unidos como un juego de patio para niños. La difusión de este deporte se atribuye a su popularidad en centros comunitarios, clases de educación física, parques públicos, gimnasios privados, instalaciones de la YMCA y comunidades de jubilados. Se organizan miles de torneos de pickleball en todo Estados Unidos, destacando el Campeonato Nacional de Pickleball de Estados Unidos, el Abierto de Pickleball de Estados Unidos, la Liga Mayor de Pickleball, así como numerosos campeonatos internacionales. Su crecimiento y popularidad ha sido exponencial en los últimos años, especialmente en Estados Unidos, donde millones de aficionados lo practican asiduamente. Su facilidad de aprendizaje y la menor exigencia física lo han hecho muy popular entre personas de todas las edades y condición física. 

## Historia
El juego comenzó durante el verano de 1965 en la isla de Bainbridge, Washington, en la casa de Joel Pritchard, quien posteriormente sería congresista y vicegobernador. Él y dos de sus amigos, Bill Bell y Barney McCallum, volvían de jugar al golf un sábado por la tarde y encontraron a sus familias aburridas. Intentaron organizar un partido de bádminton, pero nadie pudo encontrar el volante. Improvisaron con una pelota de wiffle, bajaron la red de bádminton y fabricaron palas de madera contrachapada de un cobertizo cercano.
McCallum fabricó las primeras palas específicas para pickleball en la sierra de cinta de su sótano. Probó varias palas alternativas, pero una que llamó "M2" se convirtió en la pala preferida por la mayoría de los jugadores. En 1972, McCallum constituyó la empresa Pickle-Ball, Inc. y fabricó palas de madera para contribuir al crecimiento del deporte. Su hijo David McCallum dirige ahora el negocio, que tiene su sede en Kent, Washington.
Algunas fuentes afirman que el nombre "pickleball" deriva del del perro de la familia Pritchard, Pickles, o del término "pickle boat". Según Joan Pritchard, esposa de Joel Pritchard, "el nombre del juego se convirtió en Pickle Ball después de que dijera que me recordaba a la tripulación del Pickle Boat, en la cual los remeros se elegían entre los descartes de otros barcos. De alguna manera, la idea de que el nombre viniera de nuestro perro Pickles se unió a la denominación del juego, pero Pickles no apareció hasta dos años más tarde. El perro se llamaba así por el juego, pero las historias sobre el origen del nombre eran más divertidas pensando que el juego se llamaba así por el perro".
El pickleball creció a partir de los kits iniciales de la década de 1970 distribuidos por Pickle-Ball, Inc. en el noroeste del Pacífico hacia zonas más cálidas, ya que los "snowbirds" de la zona emigraron al sur, a Arizona, California, Hawai y Florida. Los primeros patrocinadores fueron "Thousand Trails", una empresa de Seattle que instaló canchas a lo largo de la Costa Oeste. Los Campeonatos Nacionales de Pickleball de Estados Unidos se celebran cerca de Palm Springs, California, coorganizados por Larry Ellison, cofundador y director general de Oracle y propietario del Indian Wells Tennis Garden, donde se juegan desde 2018. Anteriormente se habían jugado en Arizona, de 2009 a 2017. El torneo cuenta con la supervisión de la U.S.A Pickleball Association, reincorporada a su vez con un reglamento actualizado en 2005 tras su fundación en 1984. El U.S Open Pickleball se juega en otro centro del pickleball, Naples, Florida, y comenzó en 2016. Las estimaciones de jugadores activos han crecido hasta los 3,3 millones en 2019, un 10% más que en 2016.
En 2021 había 57 países asociados a la Federación Internacional de Pickleball.
Según un artículo de la BBC News de marzo de 2021, el número de estadounidenses que se han iniciado en este deporte aumentó un 21,3% en 2020. En 2021, la Sport and Fitness Association declaró que el pickleball era "el deporte de más rápido crecimiento en América". Stu Upson, director ejecutivo de USA Pickleball, dijo que "hay 37 países que forman parte de la Federación Internacional de Pickleball. Eso es más del doble de lo que había hace 18 meses".

## Pista

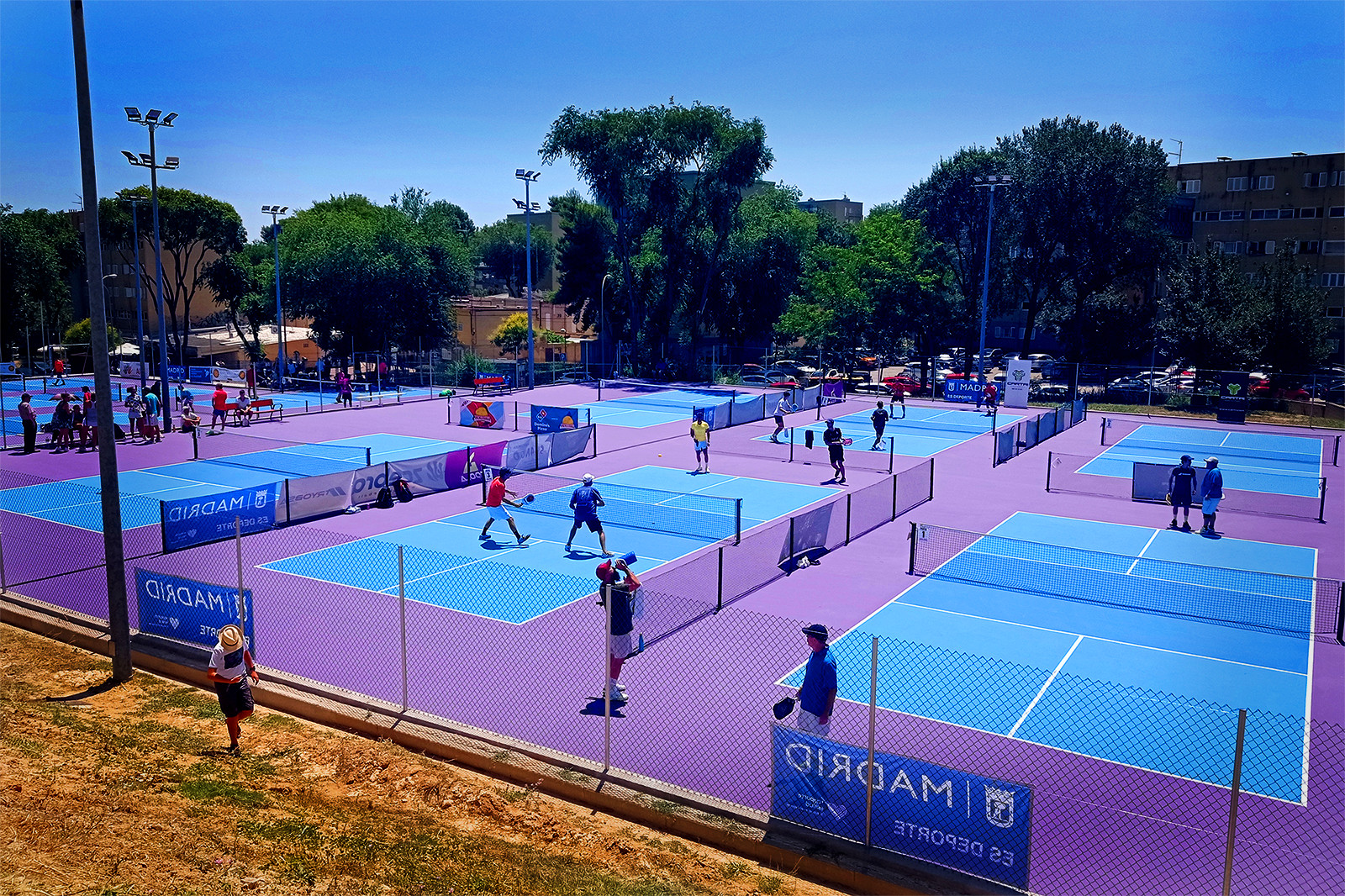
Pistas de pickleball en Madrid, Polideportivo Municipal Gallur

La cancha de pickleball es similar a la de bádminton de dobles. Su tamaño reglamentario es de 20 por 44 pies (6,10 por 13,41 m), tanto para los dobles como para los individuales. La red se cuelga a una altura de 36 pulgadas (91 cm) en los extremos y a 34 pulgadas (86 cm) en el centro. Las líneas que la delimitan son iguales que las de una cancha de bádminton, aunque la línea de servicio está a 7 pies (2,13 m) de la red (seis pulgadas -15 cm- más lejos que la línea de servicio de bádminton). La línea de saque de pickleball forma parte de la zona en la que está prohibido volear (llamada "cocina"), que se extiende a una distancia de 7 pies desde cualquiera de los dos lados de la red.

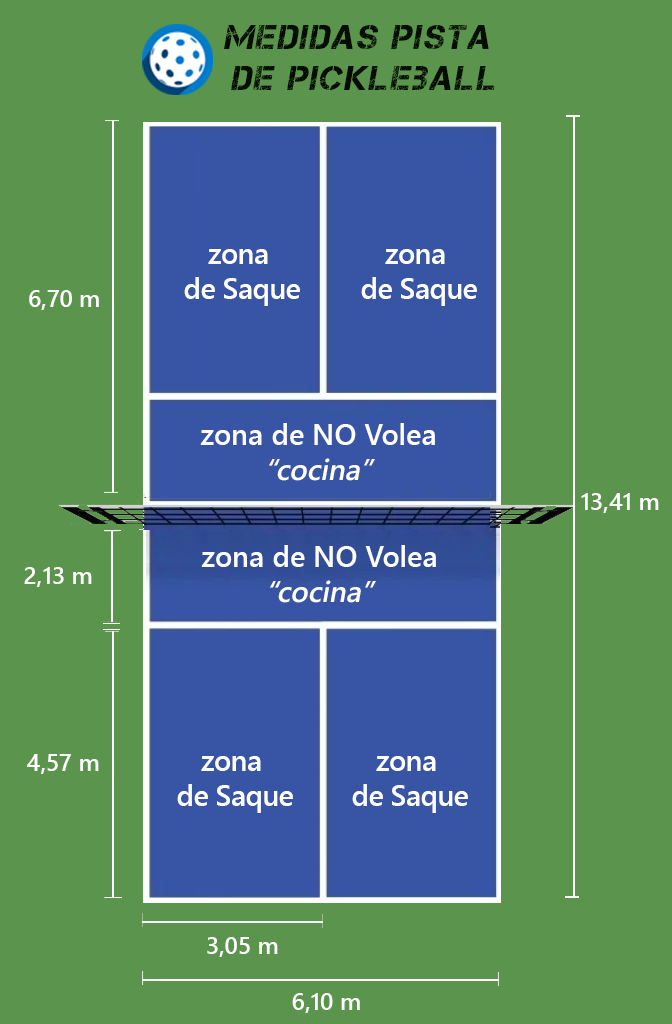
Gráfico que muestra las medidas reglamentarias de una cancha o pista para jugar a pickleball. Representa la disposición de las líneas interiores y exteriores y su medida exacta en metros.

## El juego

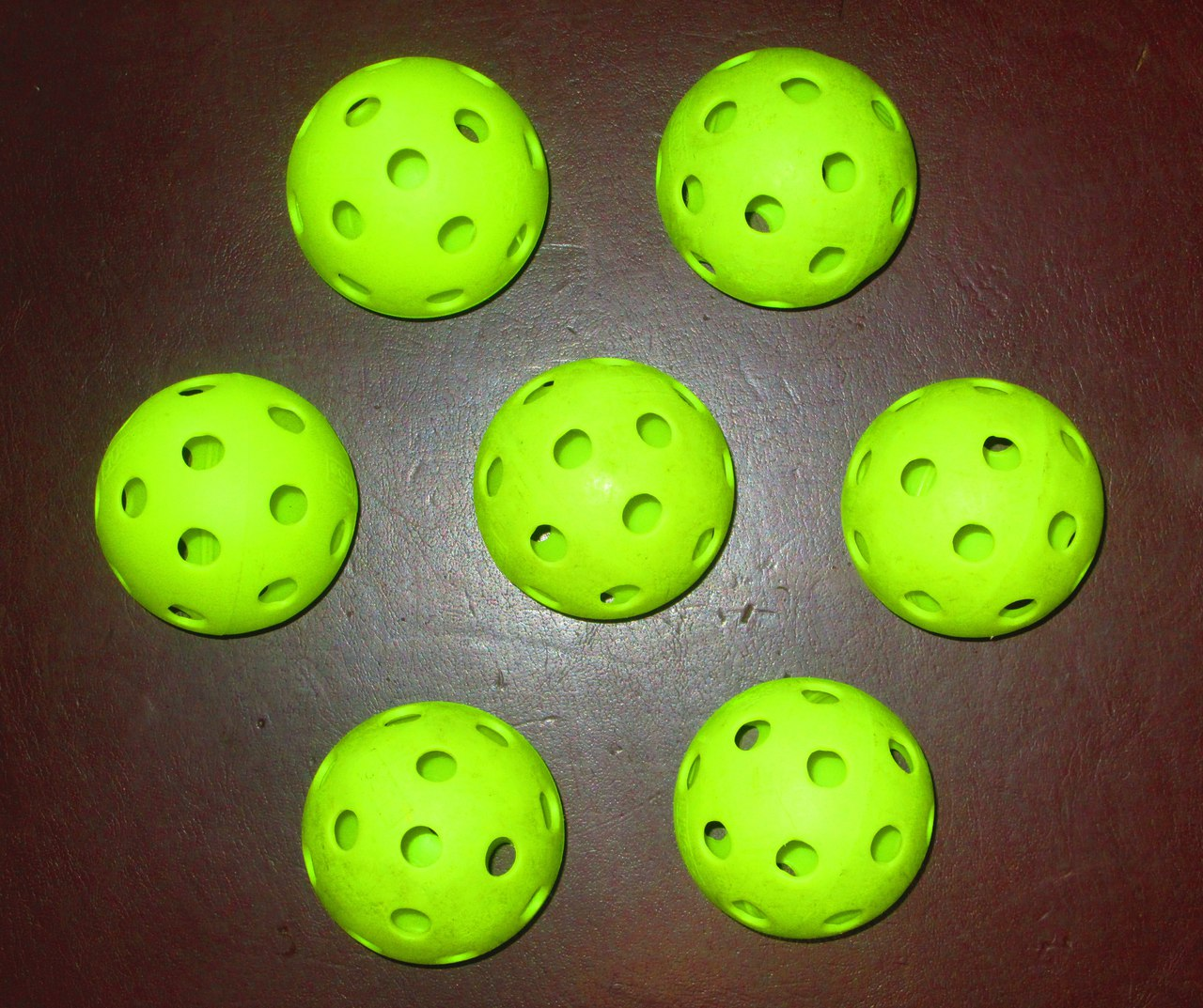
Pelotas de Pickleball

La pelota se sirve con un golpe por debajo del brazo para que el contacto con la pelota se haga por debajo del nivel de la cintura (la cintura se define como el nivel del ombligo) en un arco ascendente. La persona que sirve golpea desde detrás de la línea de fondo a un lado de la línea central y apunta en diagonal al campo de servicio del oponente (como en la figura de "dimensiones del campo").
Sólo el lado que sirve puede anotar un punto. El juego por un punto termina cuando un bando comete una falta. Las faltas incluyen:
- No golpear el saque en el campo de servicio diagonal del adversario
- No golpear la pelota más allá de la red
- No golpear la pelota antes del segundo bote en un lado de la red
- Golpear la pelota fuera de los límites
- Volear la pelota en la devolución del servicio
- Volear la pelota en la primera devolución por el lado del servicio
- Pisar la zona de no volea (los primeros dos metros desde la red, también conocida como "cocina") en el acto de volear la pelota
- Tocar la red con cualquier parte del cuerpo, pala o dispositivo de asistencia

Un jugador puede entrar en la zona de no volea para jugar una bola que bota y puede permanecer allí para jugar bolas que botan.A-22 El jugador debe salir de la zona de no volea antes de jugar una volea.
El primer equipo que anote 11 puntos con una ventaja de al menos dos puntos gana la partida.
Las partidas del torneo pueden jugarse a 11, 15 o 21 puntos, con jugadores que rotan de lado a 6, 8 u 11 puntos totales respectivamente.
La persona que sirve, o esta y su pareja, suelen permanecer en la línea de fondo hasta que la primera devolución haya sido devuelta y haya rebotado una vez.
Al principio de un partido de dobles, antes de cualquier saque, el marcador es 0-0. Entonces, el equipo que sirve primero sólo puede cometer una falta antes de que su equipo quede fuera, lo que significa que sus oponentes son los siguientes en servir. Después de la primera falta, cada lado tiene 2 faltas (una por cada miembro del equipo que sirve) antes de que su lado esté "fuera".
En el juego de individuales, cada bando consigue una sola falta antes de que un bando quede fuera y el adversario saque entonces. La puntuación del servidor siempre será par (0, 2, 4, 6, 8, 10...) cuando saque desde el lado derecho, e impar (1, 3, 5, 7, 9...) cuando saque desde el lado izquierdo.:A-15

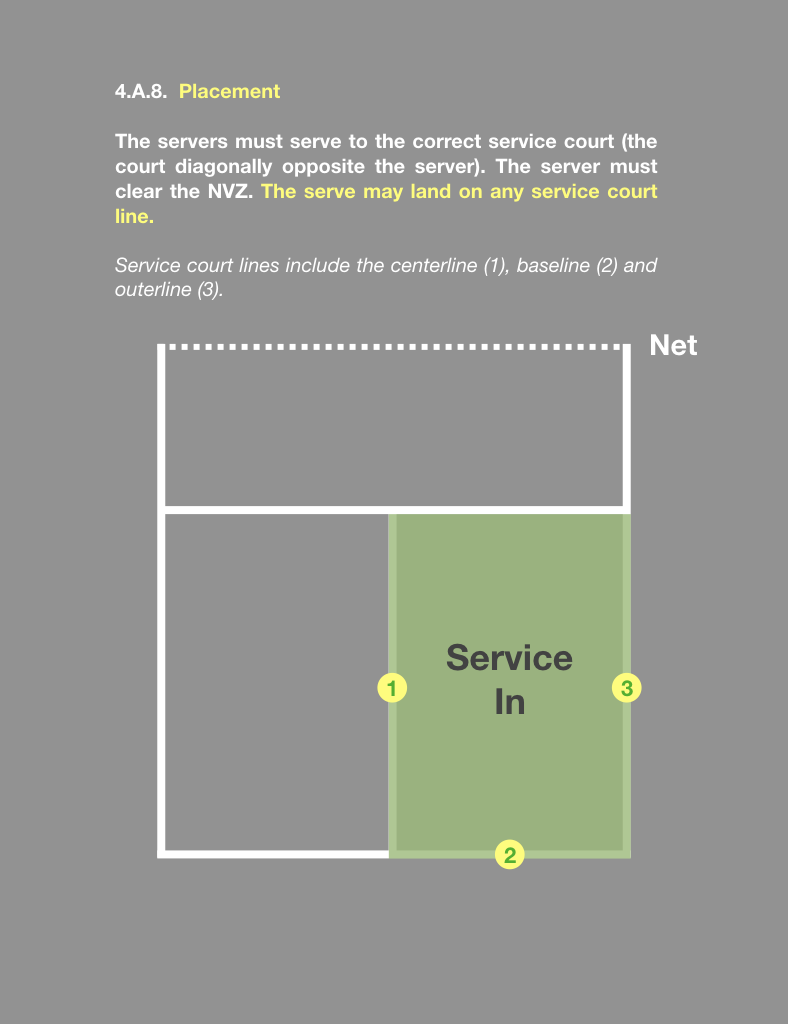
Servicio DENTRO (IN)

Como el juego es relativamente nuevo, las modificaciones de las reglas son frecuentes. Por ejemplo, en 2021 se modificó la regla del "saque en red", de modo que un saque que toca la parte superior de la red y cae en el campo de servicio adecuado ya no se repite. La regla anterior sobre el "saque en red" se tomó prestada del tenis, donde un servicio que toca la red siempre se repite.

## Palas de pickleball
La raqueta para jugar al pickleball se conoce como "pala de pickleball". De superficie sólida y compacta, tiene un tamaño y peso inferior a las palas de pádel. Solamente las palas más sencillas y baratas se fabrican de madera. Las palas generalmente se elaboran a partir de un esqueleto interior en forma de panel de abeja, y sobre esta, diferentes capas de materiales como fibra de vidrio, polímeros, fibra de carbono, grafito. Esta estructura y componentes le proporcionan a la pala una gran resistencia, pero con un peso muy ligero. Las caras de una pala de pickleball son lisas y sin texturas, y de una superficie no comprimible. 
El peso medio de una pala de pickleball ronda los 230 gramos, existiendo palas más ligeras o pesadas para diferentes tipos de jugadores. La forma de la pala es rectangular con bordes redondeados, con diferentes variaciones según marcas y modelos. Las palas de pickleball deben respetar unas medidas reglamentarias establecidas por la USAPA ( Asociación de Pickleball de Estados Unidos). Solo las palas que cumplen dichas normas pueden ser empleadas en los torneos oficiales organizados por esta asociación, y por muchas otras organizaciones que se rigen por dichas normas.    

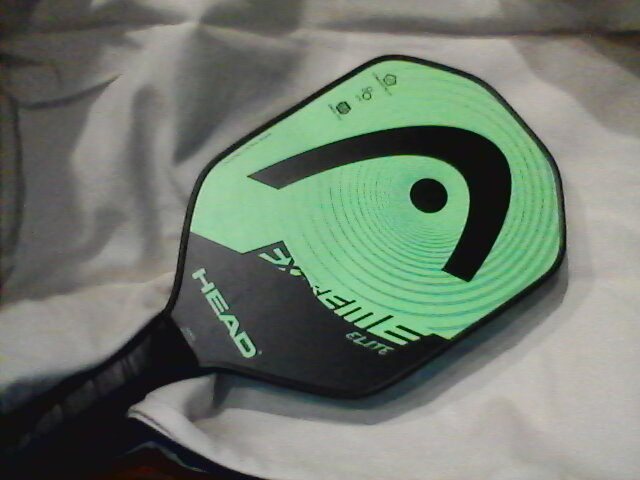
Raqueta o pala de pickleball.

## Para-pickleball
El para-pickleball, a veces llamado pickleball adaptado o en silla de ruedas, fue reconocido oficialmente como una rama competitiva del pickleball por la Asociación fibra de Pickleball de los Estados Unidos de América en 2016. Las reglas para las personas en silla de ruedas son similares a las reglas estándar con pequeñas alternativas. La silla de ruedas del jugador se considera parte del cuerpo del jugador y todas las reglas aplicables que normalmente se aplican al cuerpo también se aplicarán a la silla de ruedas del jugador. A un jugador de pickleball en silla de ruedas se le permiten dos botes en lugar de uno que recibiría un jugador de pie. Cuando un jugador en silla de ruedas está sirviendo la pelota, debe estar en una posición estacionaria. Se le permite un empujón antes de golpear la pelota para el servicio. Cuando el jugador golpea la pelota, las ruedas de la silla de ruedas no deben tocar ninguna línea de fondo, líneas laterales, líneas centrales o el centro extendido o las líneas laterales. Cuando haya un juego mixto de personas en silla de ruedas y de pie, se aplicarán las reglas correspondientes a esos jugadores respectivamente. Los jugadores de pie cumplirán con las reglas del pickleball de pie y los jugadores en silla de ruedas cumplirán con las reglas del pickleball en silla de ruedas.

## Estatus Internacional
El pickleball no es un deporte o evento olímpico. A pesar de que se juega desde hace 56 años, el pickleball tiene poca implantación fuera de América del Norte y del Sur. La Federación Internacional de Pickleball cuenta con 70 organizaciones nacionales miembros.

## Terminología

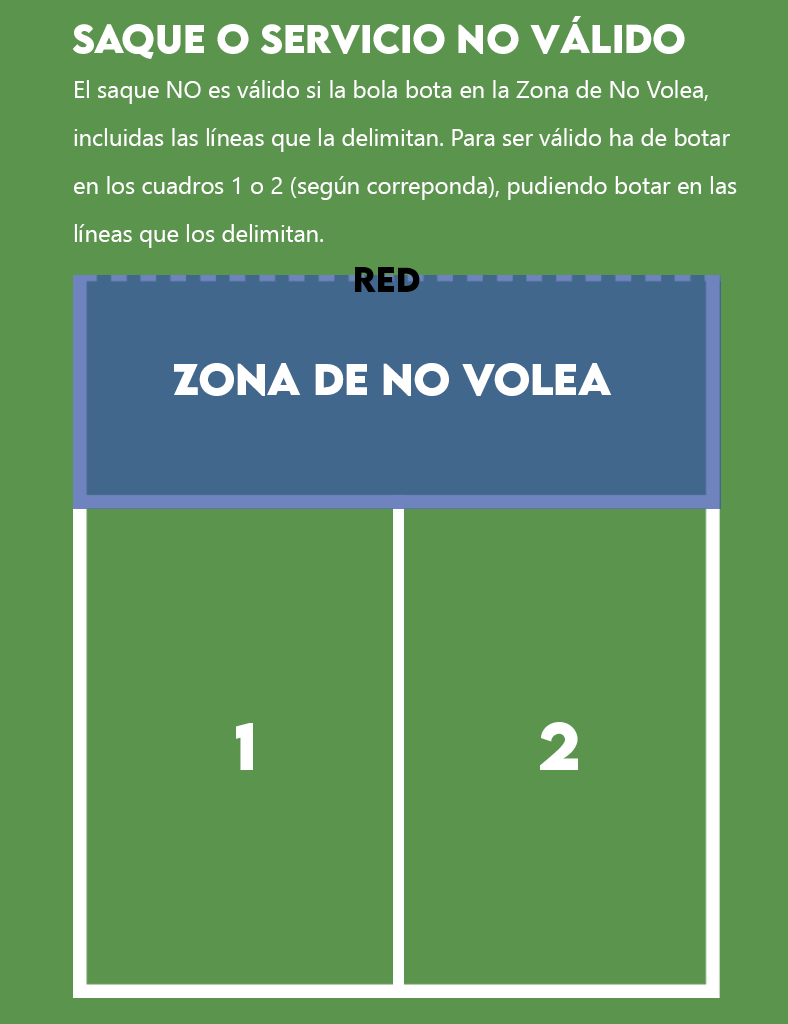
Servicio NO válido en pickleball (Zona de No volea)

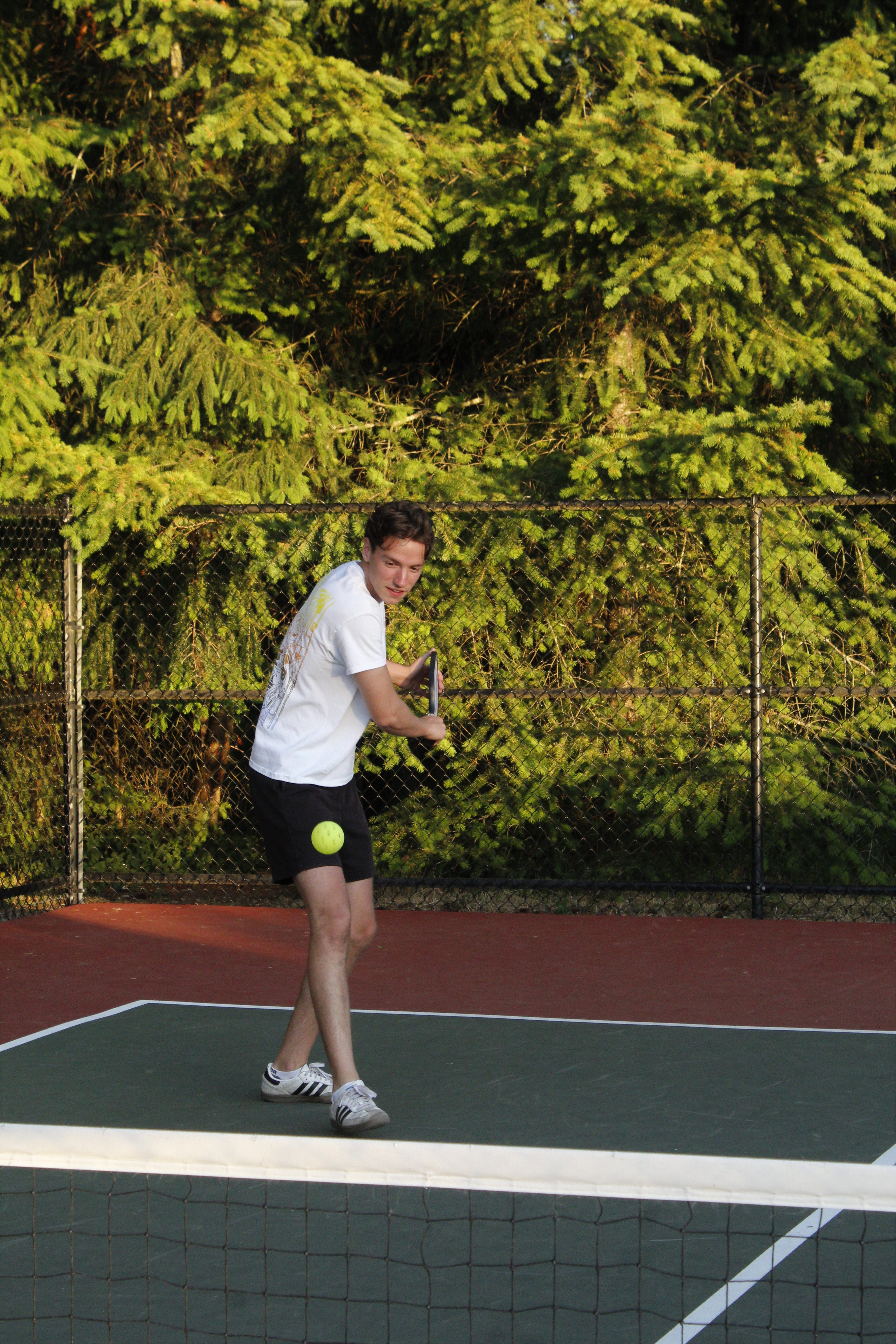
Un jugador de pickleball devolviendo un saque con el revés.

| Término                  | Explicación | Referencias                    |
| ------------------------ | --- | ------------------------------ |
| Alrededor del poste, ATP | Un tiro que se desplaza por fuera de los postes de la red, permitiendo que su trayectoria se mantenga por debajo de la altura de la red. | :46                            |
| Línea de fondo           | La línea de fondo de la cancha de pickleball (22 pies desde la red). | :A-4                           |
| Bash                     | Un tiro fuerte que golpea la parte superior de la red (es decir, la cinta) y luego cae en juego en el lado de la cancha del oponente. Este golpe de fondo es normalmente involuntario y muy difícil de devolver ya que la pelota cambia de velocidad y/o dirección debido al contacto con la red. | -                              |
| Llevar                   | Golpear la pelota de tal manera que no rebote lejos de la pala sino que tienda a ser llevada por la cara de la pala. Esto es una falta. | -                              |
| Línea central            | La línea que divide las pistas de servicio y que se extiende desde la línea de no volea hasta la línea de fondo. | :A-4                           |
| Crosscourt               | El campo del oponente opuesto diagonalmente al de un jugador. | -                              |
| Dink                     | Un dink es un tiro suave, realizado con la cara de la pala abierta, y golpeado de manera que apenas supera la red y cae en la zona en la que está prohibido volear. | :52                            |
| Erne                     | Una volea golpeada cerca de la red por un jugador colocado fuera de la pista o en proceso de saltar fuera de la pista. Un golpe erne ejecutado legalmente permite a un jugador golpear la pelota más cerca de la red sin pisar la zona de no volea.                                               | -                              |
| Falta                    | Una infracción de las reglas que pone fin al rally. | :xxii                          |
| Falta de pie             | Pisar o entrar en la zona de no volea mientras se volea una pelota, o, al servir, no mantener ambos pies detrás de la línea de fondo con al menos un pie en contacto con el suelo o el piso cuando la pala entra en contacto con la pelota.                                                       | :xxii, 61, A-11                |
| ¡Forex!                  | Grito habitual de un jugador cuando el marcador está 9-5 a su favor para atraer la buena suerte al final del juego. | -                              |
| Rally de caballero       | Un rally compuesto principalmente por devoluciones suaves y golpes de volea fáciles de devolver. | -                              |
| Media volea              | Tipo de golpe en el que el jugador golpea la pelota inmediatamente después de que ésta haya rebotado, casi como una cuchara. | -                              |
| Cocina                   | La zona que no es de volea y que está a dos metros de la red en ambos lados se conoce comúnmente como "la cocina". Los jugadores no pueden entrar en la cocina en el acto de volear la pelota. | :37                            |
| Lob (Globo)              | Golpear la pelota en un arco alto hacia el fondo del campo del adversario. Idealmente diseñado para despejar a un oponente que ha avanzado hacia la red. | -                              |
| Nasty Nelson             | Un saque que golpea intencionadamente al jugador contrario que no recibe la pelota y que está más cerca de la red, premiando con el punto a la persona que está sirviendo. | -                              |
| Zona de no-volea         | Un área de siete pies adyacente a la red dentro de la cual no se puede volear la pelota. La zona de no volea incluye todas las líneas que la rodean. | :A-4 También llamada "cocina". |
| Fuera del frasco         | Cuando un jugador golpea una pelota fuera de los límites de la cancha de pickleball, como por ejemplo sobre las vallas. | -                              |
| Poach                    | En dobles, cruzar a la zona del compañero para hacer una jugada con la pelota. | -                              |
| Rally                    | Golpear la pelota de un lado a otro entre equipos opuestos. | -                              |
| Servicio                 | Golpe de efecto por debajo del brazo que se utiliza para poner la pelota en juego al comienzo de un punto. | -                              |
| Número de servidor       | En el juego de dobles, "1" o "2", dependiendo de si uno es el primer o segundo servidor de su equipo. Este número se añade al marcador cuando se dice "el marcador es ahora 4-2, segundo servidor".                                                                                               | -                              |
| Línea lateral            | La línea en el lado de la cancha que denota dentro y fuera de los límites. | :A-4                           |
| Side-out                 | Cuando el saque se desplaza hacia el lado del adversario. | -                              |
| Volea                    | Golpear la pelota antes de que toque el suelo y rebote. | -                              |

## Polémica por el ruido
En septiembre de 2020 un parque del área metropolitana de Portland tuvo que instituir la prohibición del pickleball a pesar de haber instalado pistas nuevas de pickleball cinco meses antes. Los residentes más cercanos a las canchas de pickleball dijeron que no podían mantener conversaciones dentro de sus casas debido al ruido de las canchas de pickleball. A pesar de la prohibición, al año siguiente la gente seguía jugando en ellas. En junio de 2021, en una reunión del Consejo Municipal de West Linn, un residente próximo declaró que el ruido había hecho que las reuniones familiares se convirtieran en "una pesadilla y una fuente de estrés físicamente debilitante". Al menos un residente describió el ruido como "traumatizante".